# Seuneubok Drien
Seuneubok Drien is een bestuurslaag in het regentschap Aceh Timur van de provincie Atjeh, Indonesië. Seuneubok Drien telt 406 inwoners (volkstelling 2010).